# Sigalphus chrysopharus
Sigalphus chrysopharus är en stekelart som beskrevs av Van Achterberg 1995. Sigalphus chrysopharus ingår i släktet Sigalphus och familjen bracksteklar. Inga underarter finns listade i Catalogue of Life.